# Gare de Dordives
Gare de Dordives vasútállomás Franciaországban, Dordives településen.

## Vasútvonalak
Az állomást az alábbi vasútvonalak érintik:
- Moret–Lyon-vasútvonal

## Kapcsolódó állomások
A vasútállomáshoz az alábbi állomások vannak a legközelebb:
- Gare de Ferrières - Fontenay (Gare de Montargis, Line R)
- Gare de Souppes - Château-Landon (Paris Gare de Lyon, Line R)